# Callengeville
Callengeville är en kommun i departementet Seine-Maritime i regionen Normandie i norra Frankrike. Kommunen ligger i kantonen Neufchâtel-en-Bray som tillhör arrondissementet Dieppe. År 2022 hade Callengeville 501 invånare.

## Befolkningsutveckling
Antalet invånare i kommunen Callengeville
| Referens: INSEE |